# Clarisse sacramentarie
Le clarisse sacramentarie o dell'adorazione perpetua (in origine Francescane del Santissimo Sacramento) sono una congregazione monastica di diritto pontificio.

## Storia
L'istituto fu fondato da Jean-Baptiste Heurlaut insieme con Victorie-Joséphine Bouillevaux. Heurlaut conobbe la giovane Bouillevaux quando era parroco a Maizières-lès-Brienne e la inviò presso le visitandine di Troyes per conseguirvi il diploma di maestra (il sacerdote intendeva aprire una scuola nel paese): la Bouillevaux inaugurò la sua scuola nel 1845 e vi riunì una piccola comunità di insegnanti che, con il permesso del vescovo di Troyes, prese a seguire un regolamento di vita religiosa.
Intanto Heurlaut abbracciò la vita religiosa nell'ordine cappuccino e nel 1852 fece la professione adottando il nome di Bonaventura da Ville-sur-Terre. Fu destinato a Parigi, dove fu raggiunto dalla Bouillevaux, che nel 1852 entrò nel terz'ordine francescano prendendo il nome di Maria di Santa Chiara. I due decisero di dare inizio a un monastero di terziarie francescane dedite specialmente dell'adorazione notturna e diurna del Santissimo Sacramento e il 15 dicembre 1854 Maria di Santa Chiara fu rivestita dell'abito religioso dando inizio alla congregazione.
Il 15 luglio 1856 la comunità si trasferì a Troyes. Il monastero fu canonicamente eretto con decreto della congregazione per i vescovi e i regolari del 26 settembre 1868.
Il genere di vita inaugurato a Troyes si propagò presto in altre nazioni: nel 1871, a opera di Maria della Croce Morawska e di altre sei religiose, sorsero le prime due filiali a Poznań e a Vienna.
Le costituzioni del monastero furono approvate definitivamente dalla Santa Sede il 16 settembre 1899; l'istituto è aggregato all'ordine cappuccino dall'11 febbraio 1940.

## Attività e diffusione
Le clarisse sacramentarie seguono la regola "seconda" di santa Chiara (urbaniana), sono soggette alla clausura papale e sono dedite alla vita contemplativa. Si dedicano alla cura degli arredi liturgici, alla confezione dei paramenti sacri e ospitano gruppi di donne in ritiro di preghiera.
Oltre che in Francia, i monasteri delle clarisse sacramentarie sono in Austria, Bangladesh, Germania, India, Kazakistan, Polonia e Stati Uniti d'America.
Alla fine del 2011 esistevano 35 monasteri di clarisse sacramentarie con 520 religiose.